# Rhauderfehn
Rhauderfehn – gmina samodzielna (niem. Einheitsgemeinde) w Niemczech, w kraju związkowym Dolna Saksonia, w powiecie Leer.

## Dzielnice gminy

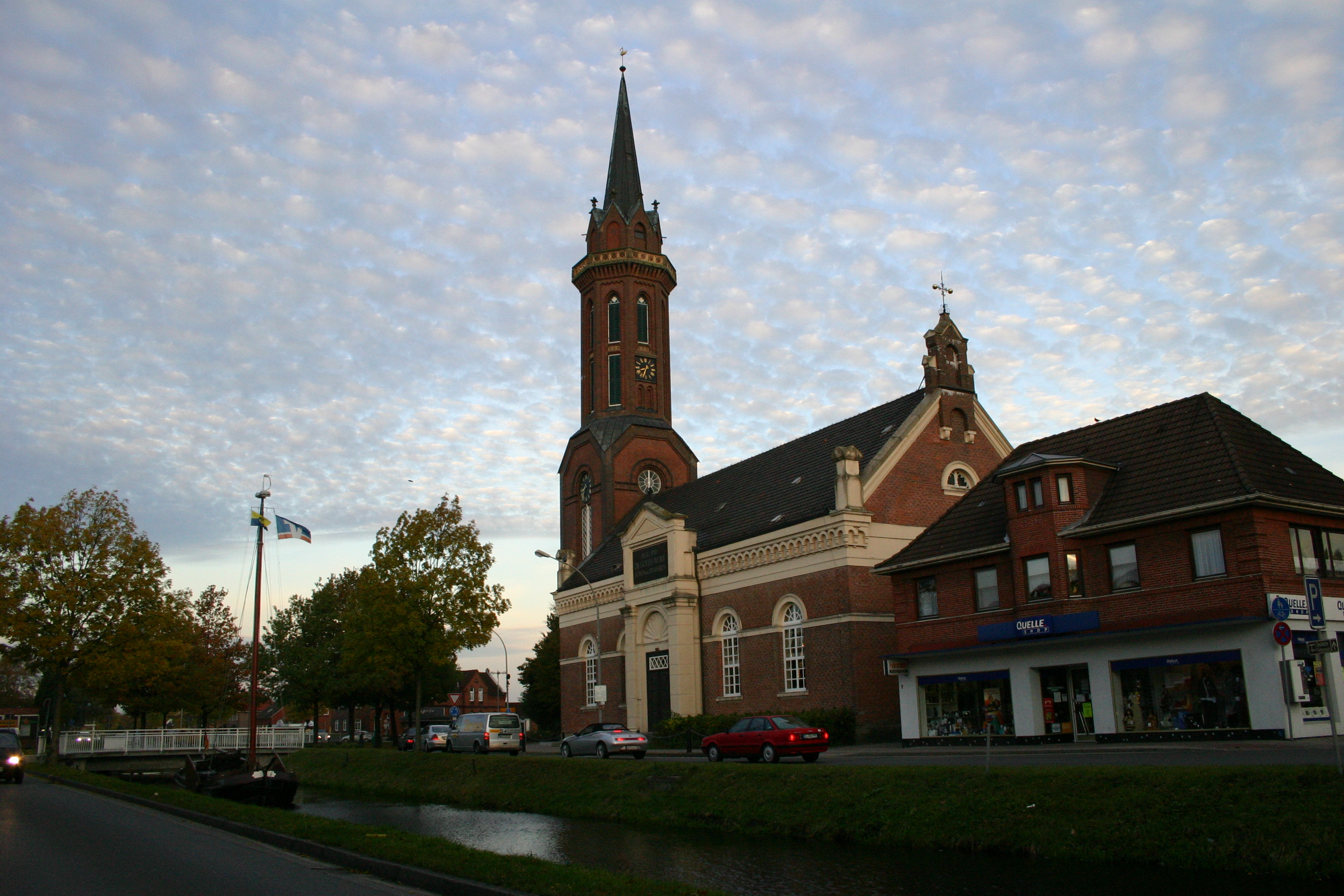
Kościół w dzielnicy Westrhauderfehn

- Backemoor
- Burlage
- Collinghorst
- Holte
- Klostermoor
- Langholt
- Rhaude
- Rhaudermoor
- Schatteburg
- Westrhauderfehn

## Współpraca
Miejscowość partnerska:
- Alsleben (Saale), Saksonia-Anhalt